# روبانیان
روبانیان یا کرم‌های روبانی (Nemertea) شاخه‌ای از جانوران بی‌مهره است که اعضای این شاخه بدنی دراز و باریک دارند. به روبانیان پوزه‌تُهیان (Rhynchocoela) هم گفته شده‌است.
بیشتر روبانیان کمتر از ۲۰ سانتی‌متر طول دارند اما یکی از گونه‌های آن حدود ۵۴ متر درازا دارد که با این حساب درازترین بدن را در میان همه جانوران دارد.
بیشتر روبانیان باریک‌اند و بدن آن‌ها چند میلی‌متر بیشتر پهنا ندارد. بسیاری از آن‌ها رنگ‌های زرد، نارنجی، سرخ و سبز بر بدن خود دارند.